# مدار بیضی

یک جرم کوچک در فضا به دور جرمی بزرگتر (مانند یک سیاره به دور خورشید) در امتداد یک مسیر بیضوی می‌گردد، و در همه حال جرم بزرگ‌تر بر روی یکی از دو کانون بیضی قرار دارد.

چرخش دو جسم با جرم‌های مشابه بر گِرد یک مرکز سنگینی سراسری مشترک در یک مدار بیضی

مدار بیضی یا مدار بیضوی، (به انگلیسی: Elliptic orbit)، در اخترپویاشناسی یا مکانیک مداری یک مدار کپلری با خروج از مرکز مداری کمتر از ۱ است؛ این شامل حالت خاصی از مدارهای دایره‌ای، با خروج از مرکز مداری برابر صفر نیز می‌گردد. در مفهومی صریح‌تر، مدار بیضوی یک مدار کپلری با خروج از مرکز بزرگتر از صفر و کمتر از ۱ است (که بدین‌ترتیب از مدار دایره‌ای مستثنی می‌شود). در یک مفهوم گسترده‌تر، می‌توان آن را یک مدار کپلری با انرژی ویژه مداری منفی دانست. این تعریف مدار بیضوی شعاعی، با خروج از مرکز برابر با ۱ را هم شامل می‌شود.
در یک مسئله دو جسم گرانشی با انرژی منفی، هر دو جسم مدار بیضوی مشابهی را با همان دورهٔ تناوب مداری اطراف مرکز سنگینی سراسری مشترک خود دنبال می‌کنند. همچنین، موقعیت نسبی یکی از این دو جسم با توجه به جسم دیگر مسیر یک مدار بیضوی را می‌پیماید.
نمونه‌های مدار بیضوی عبارتند از: مدار انتقال هوهمان، مدار مولنیا و مدار تندرا.